# Shira Gorshman
Shira Gorshman (hebräisch שירה גוֹרְשְׁמַן; geboren 10. April 1906 in Krakės, Gouvernement Kowno, Russisches Kaiserreich; gestorben 4. April 2001 in Aschkelon, Israel) war eine sowjetische Schriftstellerin des Jiddischen.

## Leben
Shira Gorshmans Familienname bei ihrer Geburt ist nicht bekannt. Sie wuchs bei ihren Großeltern in einem Stetl auf und zog mit 14 nach Kaunas, das 1918 zur Hauptstadt von Litauen geworden war. 1924 emigrierte sie als Zionistin nach Palästina und leistete schwere körperliche Arbeit beim Straßenbau in der Pionierkommune Gedud ha-Avoda. 1929 kehrte sie in einer Gruppe mit Menachem Elkind in die Sowjetunion zurück und beteiligte sich an der jüdischen Landkommune Vojo Nova (Esperanto für "Ein neuer Weg") auf der Krim. Sie hieß inzwischen Shira Kushnir, war geschieden und Mutter von drei Kindern. Sie lernte den Maler Mendl Gorshman (1902–1972) kennen, den sie heiratete und zu ihm nach Moskau zog. Über Mendl Gorshman kam sie in Kontakt mit einem jiddischen Literatenzirkel und wurde von Leyb Kvitko ermutigt, ihre Geschichten aufzuschreiben und sie in jiddischen Zeitungen in der Sowjetunion zu veröffentlichen. 
Ihren ersten Band mit Erzählungen Der koyekh fun lebn veröffentlichte sie unter den Bedingungen der kommunistischen Diktatur 1948, Mendl Gorshman fertigte dazu die Illustrationen.  Ein zweiter Band mit 33 noveln wurde erst 1961 in Warschau gedruckt. Seit der Neugründung der jiddischen Zeitschrift Sovetish heymland in Moskau im Jahr 1961 publizierte sie dort regelmäßig eigene Werke sowie Übersetzungen literarischer Texte aus dem Russischen. 1974 erschien ein weiterer Geschichtenband unter dem Titel Lebn un likht, ihre Werke wurden nun auch ins Russische übersetzt. 
1990 emigrierte Gorshman nach Israel, wo sie für Neuauflagen ihrer Werke sorgte und einen autobiographischen Text über Gedud ha-Avoda schrieb. Gorshman erhielt in Israel den Dovid-Hofshteyn-Preis.

## Werke
- Der koyekh fun lebn. 1948
- 33 noveln. Warschau, 1961
- Lebn un likht. 1974
- Ikh hob lib arumforn. 1981
- Yomtev inmitn vokh. 1984
- Khanes shof un rinder. 1993
- Oysdoyer
- Vi tsum ershtn mol
- On a gal. 1996
- In di shpurn fun gdud ha-avodah. Tel Aviv, 1998